# قرار مجلس الأمن التابع للأمم المتحدة رقم 668
قرار مجلس الأمن التابع للأمم المتحدة رقم 668، المتخذ بالإجماع في 20 أيلول / سبتمبر 1990، بعد الأشارة إلى المناقشات والجهود السياسية الجارية بشأن حالة سلمية عادلة ودائمة في كمبوديا، أقر المجلس الإطار السياسي الذي سيمكن الشعب الكمبودي من ممارسة حقه في تقرير المصير من خلال انتخابات تنظمها الأمم المتحدة.
كان المجلس ينظر في مسألة كمبوديا واحتلال القوات الفيتنامية للبلد لما يقرب من عقد من الزمان، ومع ذلك، لم يستطع المجلس التصرف بسبب عدم وجود اتفاق بين أعضائه الدائمين. وبدلاً من ذلك، تم تناول المسألة من قبل الجمعية العامة. بعد سقوط الخمير الحمر في عام 1979، أنشأت فيتنام حكومة دمية، والتي عارضتها عدة مجموعات في البلاد، بما في ذلك الجبهة الوطنية المتحدة من أجل كمبوديا المستقلة والمحايدة والسلمية والتعاونية، وجبهة التحرير الشعبية الخميرية وحزب كمبوتشيا الديمقراطية، ولكن بدعم من كل من فيتنام والاتحاد السوفيتي. اجتمع ممثلون من كل طرف في مؤتمر باريس عام 1989، لكن لم يتم التوصل إلى اتفاق.
بعد ثورات 1989 أيد مؤتمر تشنغدو الصيني الفيتنامي المنعقد في سبتمبر 1990 الحوار الذي اقترحته بكين بـ13 عضوًا  بدلاً من الحل الذي اقترحته هانوي بـ12 عضوًا. بعد مناقشات في إندونيسيا واليابان في أكتوبر 1990، اتفق الطرفان على خطة يسترشدون فيها بمبادئ معينة من أجل حل المشكلة الكمبودية. أقر مجلس الأمن في القرار 668 بالاتفاق ورحب به.
ورحب القرار بإنشاء المجلس الوطني الأعلى كمصدر للسلطة طوال الفترة الانتقالية. كما طلب من البلدان الأخرى والأمين العام مواصلة المساعدة في تسوية السلام. تمت الموافقة على تحرك في الجمعية العامة للمصادقة على عملية السلام في القرار 45/3 في 15 أكتوبر 1990.

## روابط خارجية
- نص القرار في undocs.org